# Стівен Роузфільд
Стівен Роузфільд (англ. Steven R. Rosefielde; нар. 1942) — професор компаративної економіки в університеті Північної Кароліни в Чапел-Гілл. Також член Російської академії природничих наук.

## Огляди та цитування
Роботи Роузфільда розглядали в наукових виданнях. «Червоний Голокост» (англ. Red Holocaust) було розглянуто у Scandinavian Economic History Review (том 59, випуск 3). «Росія після 1980: Боротьба з вестернізацією» (англ. Russia since 1980: Wrestling with Westernization) — у History: Reviews of New Books (том 38, випуск 4) . Понад 70 цитувань має його робота «Вимірювання ефективності підприємства в Радянському Союзі: стохастичний граничний аналіз» (англ. Measuring enterprise efficiency in the Soviet Union: A stochastic frontier analysis).

## Вибрані роботи
- Russia since 1980: Wrestling with Westernization разом зі Стефаном Гедлундом, Cambridge University Press, 2009
- Red Holocaust, Routledge, 2009
- Economic Welfare and the Economics of Soviet Socialism: Essays in Honor of Abram Bergson, Cambridge University Press, 2008
- The Russian Economy: From Lenin to Putin, Wiley-Blackwell, 2007
- Masters of Illusion: American Leadership In The Media Age, Cambridge University Press, 2006
- Comparative Economic Systems: Culture, Wealth, and Power in the 21st Century, Wiley-Blackwell, 2002, 2005, 2008
- Russia in the 21st Century: The Prodigal Superpower, Cambridge University Press, 2004
- Efficiency and Russia's Economic Recovery Potential to the Year 2000 and Beyond, ed., Ashgate Publishing, 1998
- Documented Homicides and Excess Deaths: New Insights into the Scale of Killing in the USSR during the 1930s. (PDF file) Communist and Post-Communist Studies, Vol. 30, No. 3, pp. 321–333. University of California, 1997.
- False Science: Underestimating the Soviet Arms Buildup. An Appraisal of the CIA's Direct Costing Effort, 1960—1985, 1988
- World Communism at the Crossroads: Military Ascendancy, Political Economy, and Human Welfare, 1980
- Soviet International Trade in Heckscher-Ohlin Perspective: An Input-Output Study, 1973